# (1763) Williams
(1763) Williams – planetoida z grupy pasa głównego planetoid okrążająca Słońce w ciągu 3 lat i 87 dni w średniej odległości 2,19 au. Została odkryta 13 października 1953 roku w Goethe Link Observatory (Indiana Asteroid Program) w Brooklynie w stanie Indiana. Nazwa planetoidy pochodzi od Kena P. Williamsa, brytyjskiego matematyka i pisarza. Przed nadaniem nazwy planetoida nosiła oznaczenie tymczasowe (1763) 1953 TN2.